# Павлов, Юрий Иванович (дипломат)
Ю́рий Ива́нович Па́влов (род. 1931) — советский дипломат. Чрезвычайный и полномочный посланник I класса.

## Биография
- В 1954—1965 годах — сотрудник центрального аппарата МИД СССР.
- В 1965—1970 годах — сотрудник посольства СССР в Великобритании.
- В 1970—1976 годах — сотрудник центрального аппарата МИД СССР.
- В 1976—1980 годах — советник-посланник посольства СССР в Австралии.
- В 1980—1982 годах — на ответственной работе в центральном аппарате МИД СССР.
- С 3 декабря 1982 по 22 июля 1987 года — чрезвычайный и полномочный посол СССР в Коста-Рике[1].
- С 23 августа 1990 по октябрь 1991 года — чрезвычайный и полномочный посол СССР в Чили[2].